# Сафедорак (Лахш)
Сафедорак (тадж. Сафедорак, до марта 2022 г. — Кашкатерак) — село в Нурафшонском сельском джамоате Лахшского района. Расстояние от села до центра района — 6 км, до центра джамоата — 1 км. Население — 1953 человек (2017 г.), таджики.